# Драгоман

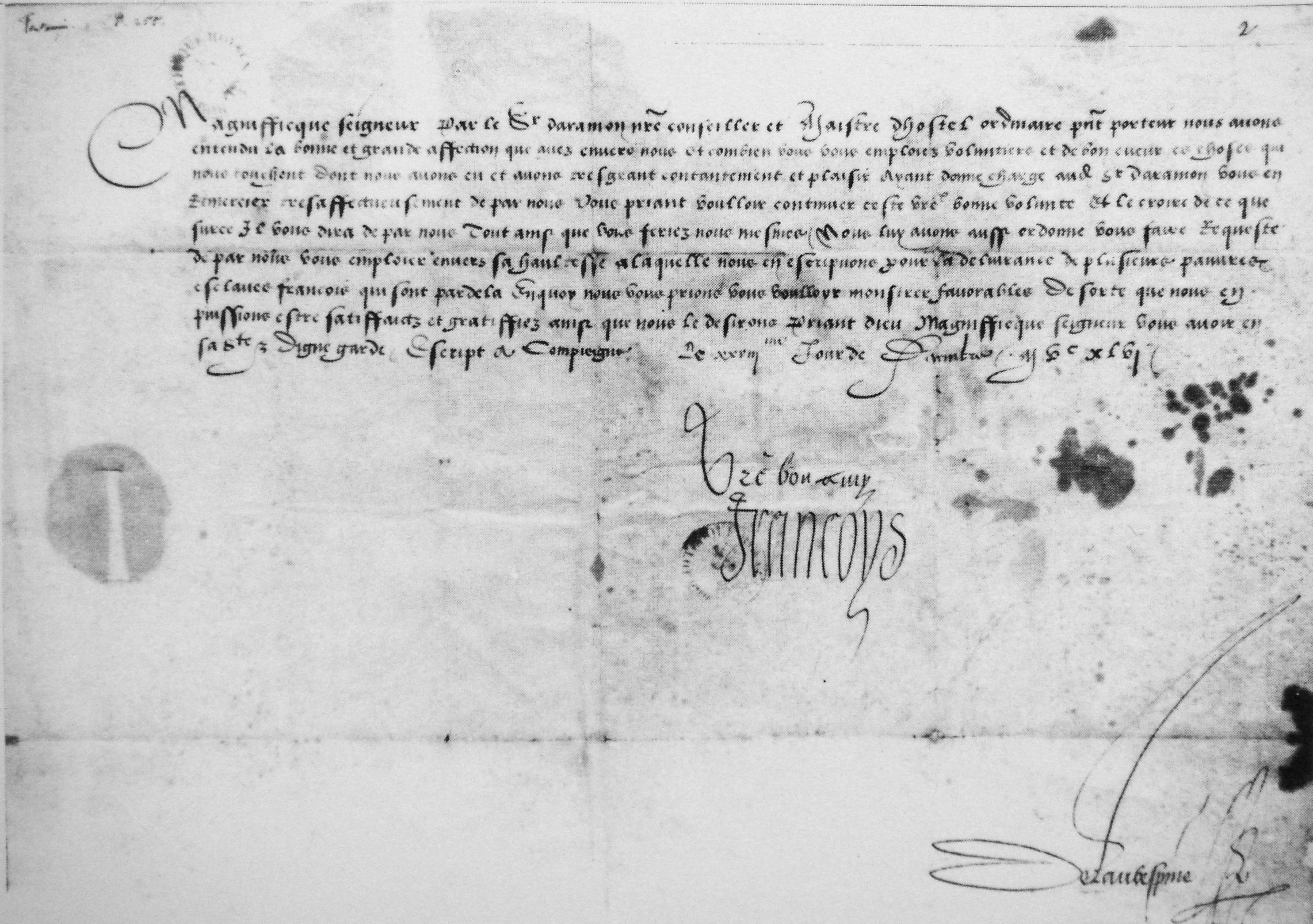
Письмо Франциска I Иван-бею, драгоману Сулеймана Великого

Драгоман (от араб. ترجمان‎, [tarʒumaːn], [targumaːn] — переводчик) — официальная должность переводчика и посредника между ближневосточными и азиатскими державами, и европейскими дипломатическими и торговыми представительствами. Должность предполагала как переводческие, так и дипломатические функции.
Драгоман владел османским или арабским, и хотя бы одним из европейских языков. Драгоманы функционировали в рамках администрации Османской империи, а также и в составе европейских дипломатических и торговых представительств.
В Османской империи должности великого драгомана Порты (и великого драгомана флота) с конца XVII века имели важное значение среди фанариотов; давалась мирянину, представлявшему православную райю в Порте (правительстве). Первым великим драгоманом был Панайотис Никусиос.
Драгоман — название переводчика и писаря при посольствах в Османской империи и Крымском ханстве. Позже этот термин также использовался в делопроизводстве Речи Посполитой, Войска Запорожского Низового и Российской империи.